# Catedral metropolitana de Iași
La catedral metropolitana, Iași (en romanès: Catedrala Mitropolitană din Iași), situat al 16 Ștefan cel Mare și Sfânt Boulevard, Iași, Romania, és la seu de l'arquebisbe ortodox romanès de Iași i metropolità de Moldàvia i Bucovina, i l'església ortodoxa històrica més gran de Romania. Està dedicada a Santa Parascheva, a la Presentació de Jesús i a Sant Jordi. La seva forma s'inspirava en l'estil del Renaixement italià tardà (en particular, Trinità dei Monti), amb elements barrocs que dominaven els elements decoratius interiors i exteriors. La Catedral Metropolitana està inscrita al Registre Nacional de Monuments Històrics.

## Història

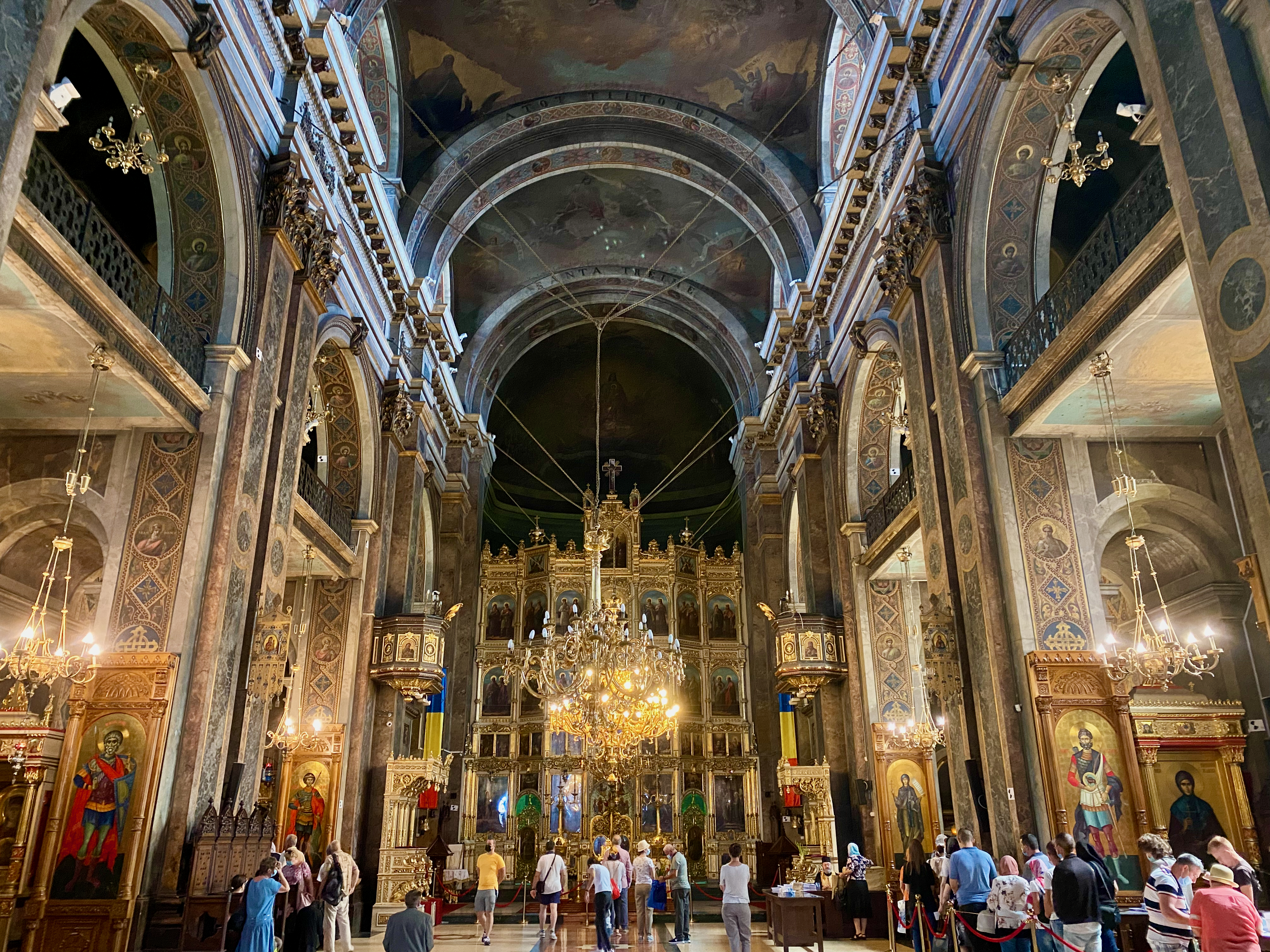
Interior

Abans hi havia dues esglésies: l'Església Blanca (segle XV) i l'església de la Presentació (segle XVII). El 8 d'agost de 1826, el príncep Ioan Sturdza va signar un decret que ordenava la construcció de la catedral; El metropolità Veniamin Costache va posar la pedra angular el 3 de juliol de 1833 i va guiar la construcció en els seus primers anys. Les obres van començar el 1833, utilitzant un disseny neoclàssic dels arquitectes vienesos Gustav Freywald i Bucher, i van continuar a un ritme ràpid fins al 1841, en els darrers anys sota l'arquitecte rus Mihail Singurov. L'any 1839, després de ser completament construït i cobert, al gran arc central havien aparegut greus esquerdes. Es van intentar diverses solucions (l'any 1840 Singurov va substituir el sostre de maó per fusta, per exemple), però el 23 de maig de 1857, el sostre es va esfondrar portant amb ell les columnes interiors, i l'edifici va romandre arruïnat durant dècades.
A instàncies del metropolità Iosif Naniescu (1875-1902), el nou estat independent romanès va decidir iniciar les obres de restauració de la catedral. Es va col·locar una nova pedra angular el 15 d'abril de 1880. L'arquitecte Alexandru Orăscu, rector de la Universitat de Bucarest, va dissenyar nous plànols que van afegir dues fileres de pilastres massives a l'interior, creant una forma basilical rectangular, amb una nau central i dues naus laterals més petites. Es van mantenir les quatre agulles laterals aïllades, però es va eliminar la gran cúpula central i es va substituir per un sistema de quatre trams de mig punt, separats per arcs transversals.
La catedral va ser consagrada el 23 d'abril de 1887, en presència del rei Carol I i la reina Elisabet, que havien donat grans sumes per al projecte. El 1889, les relíquies de Santa Parascheva, patrona de Moldàvia, van ser portades del monestir de Trei Ierarhi i continuen atraient multitud de pelegrins, especialment el dia de la seva festa (14 d'octubre). Aquests estan situats al costat dret del vestíbul, igual que els de Veniamin Costache.

## Arquitectura

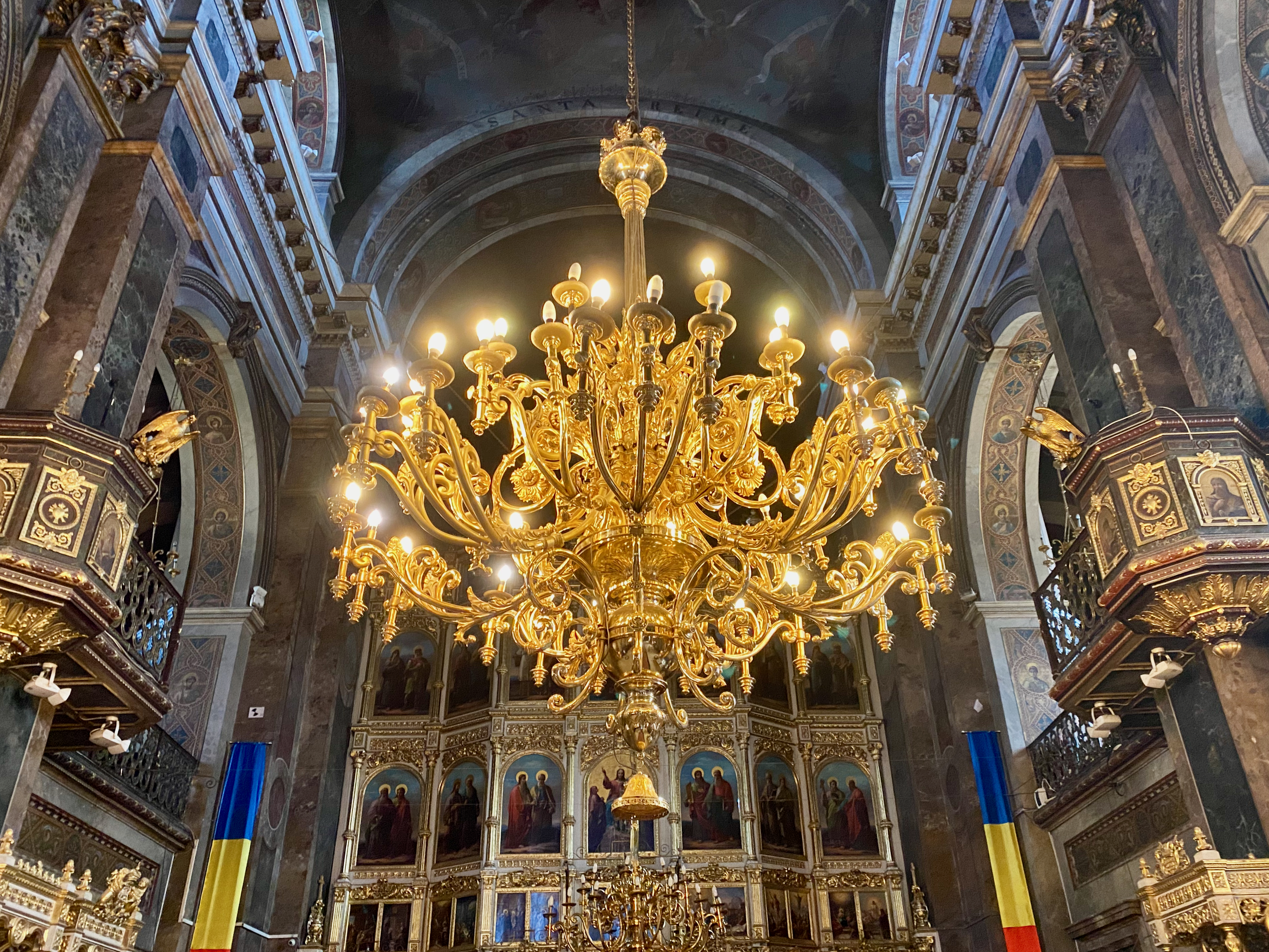
Interior

Situada al centre del Complex Metropolità, la Gran Catedral és un edifici monumental de planta rectangular amb quatre torres aïllades als seus angles que flanquejaven originàriament una immensa cúpula. La catedral és de 56,70 metres llarg i 34,15 metres ample, i amb una alçada de les torres de 52,92 metres, és un dels edificis històrics més alts de Moldàvia.
L'exterior de la Catedral, així com l'interior, està decorat en estil barroc. La façana de llevant té un motiu central format per sis columnes corínties aixecades sobre un sòcol de pedra, que sostenen l'arquitrau, sobre el qual hi ha un alt baix relleu de la Presentació del Senyor. La façana de ponent té vuit columnes separades per l'entrada, damunt de les quals hi ha un balcó rebaixat la volta del qual presenta un mosaic corbat que mostra també la Presentació; a sobre hi ha una talla de pedra de Sant Jordi. La coberta està decorada amb florons de zinc i creus estilitzades adornen tant la coberta com les quatre agulles.
Gheorghe Tattarescu va pintar les icones i els elements decoratius amb un estil que respectava les normes ortodoxes, però també mostrava una influència renaixentista. Les quatre escenes bíbliques sobre la nau central, els rostres dels sants i les composicions decoratives mostren tot un rigor neoclàssic italià, al qual l'artista havia estat exposat durant els seus estudis a l'Accademia di San Luca de Roma. Això crea harmonia entre la pintura i l'estil arquitectònic. El vitrall va ser treballat a Múnic i refet després de la Segona Guerra Mundial, sota el govern metropolità Justinià Marina. A l'interior es conserven dues icones valuoses pintades al segle XVI; representen Crist Pantocràtor i la Mare de Déu amb el Nen.

## Complex Metropolità
Als voltants de l'església monumental hi ha l'Església de Sant Jordi (l'Antiga Catedral Metropolitana) construïda el 1761-1769, el Palau Metropolità (segle xviii), la Cancelleria Metropolitana, la Biblioteca Metropolitana Dumitru Stăniloae, la casa monàstica de Sant Jordi, la Casa Epivata, i la Facultat de Teologia Ortodoxa (fundada el 1860 com a facultat cofundadora de la Universitat de Iași).

### Museu
El maig de 2016, al soterrani de la Gran Catedral es va inaugurar el Museu Metropolità dedicat a la història de la Metròpoli de Moldàvia i Bucovina.